# Długoterminowa zasadnicza służba wojskowa
Długoterminowa zasadnicza służba wojskowa – szczególna forma zasadniczej służby wojskowej odbywana w Siłach Zbrojnych PRL.
Wprowadzona w Wojsku Polskim w 1965 roku długoterminowa zasadnicza służba wojskowa była służbą ochotniczą mającą na celu przygotowanie specjalistów do obsługi skomplikowanego sprzętu wojskowego.

## Przebieg służby
Czas trwania służby wynosił:
- 5 lat – dla żołnierzy posiadających wykształcenie podstawowe
- 4 lata – dla żołnierzy posiadających wykształcenie w zakresie zasadniczej szkoły zawodowej lub odpowiednie kwalifikacje nabyte w czasie odbywania zasadniczej służby wojskowej.

Żołnierze pełniący służbę 5-letnią odbywali jednocześnie teoretyczną i praktyczną naukę w zakresie zasadniczej szkoły zawodowej, natomiast pełniący służbę 4-letnią doskonalili posiadane już kwalifikacje zawodowe w ramach służbowych zajęć praktycznych.
Do długoterminowej zasadniczej służby wojskowej przyjmowani byli przedpoborowi i poborowi w wieku 17–20 lat oraz żołnierze odbywający ostatnie półrocze służby zasadniczej, jeżeli nie przekroczyli 24 lat i posiadali odpowiednie kwalifikacje wymagane do służby 4-letniej.
Długoterminowa służba wojskowa połączona z nauką zawodu dzieliła się na dwa okresy:
- pierwszy okres, trwający do 1 roku, obejmował szkolenie początkowe w ośrodkach szkolnych, w których przygotowywano żołnierzy do obsługiwania sprzętu wojskowego i pełnienia służby na przewidywanych dla nich stanowiskach. W czasie tego szkolenia żołnierze korzystali z uprawnień przysługujących elewom szkół podoficerskich
- drugi okres służby obejmował wykonywanie zadań na odpowiednich stanowiskach w połączeniu z nauką zawodu w zakresie zasadniczej szkoły zawodowej.

## Uprawnienia żołnierzy
W czasie odbywania służby wojskowej żołnierzom przysługiwały:
- urlopy:
  - okresowe w wymiarze 10 dni w pierwszym roku służby[c] i po 14 dni w dalszych kolejnych latach służby
  - w drodze wyróżnienia
  - okolicznościowe
  - zdrowotne
  - szkolne.

Mogli uzyskiwać:
- tytuł i odznakę specjalisty wojskowego oraz tytuł i odznakę „Wzorowego Żołnierza”[d] uprawniające m.in. do dłuższego urlopu okresowego
- wyższe stopnie wojskowe:
  - starszego szeregowca – po ukończeniu szkolenia początkowego jeżeli wyróżniali się w szkoleniu i dyscyplinie albo przesłużyli w stopniu szeregowca co najmniej 12 miesięcy
  - kaprala – po ukończeniu szkolenia zawodowego albo w trzecim lub czwartym roku służby, jeżeli osiągnęli dobre wyniki w szkoleniu i dyscyplinie
  - plutonowego[1].

Ubiegać się o pobieranie nauki w szkole średniej:
- w ostatnim roku służby 5-letniej
- w trzecim lub czwartym roku służby 4-letniej.

Żołnierze odbywający naukę zawodu, po zaliczeniu wszystkich lat tej nauki i uzyskaniu pozytywnych ocen, otrzymywali bez zdawania odrębnych egzaminów końcowych świadectwo ukończenia zasadniczej szkoły zawodowej dla pracujących.
Żołnierzom przysługiwało też prawo ubiegania się:
- w czwartym roku służby długoterminowej – o powołanie do wojskowej służby zawodowej w korpusie podoficerów[1]
- w ostatnim roku służby – o przyjęcie na drugi rok do szkół chorążych o trzyletnim cyklu nauczania.

## Zwalnianie ze służby
Po odbyciu pełnego okresu długoterminowej służby wojskowej żołnierze byli zwalniani i przenoszeni do rezerwy. Wcześniejsze zwolnienie mogło nastąpić w przypadkach:
- niezdania egzaminu ze szkolenia wojskowego[f] lub niezaliczenia danego roku nauki zawodu
- systematycznego naruszania dyscypliny wojskowej.

Zwolnienie ze służby wojskowej w obu przypadkach następowało nie wcześniej niż po upływie roku od końca okresu przewidzianego dla 2–3-letniej zasadniczej służby wojskowej, a jeżeli przyczyna zwolnienia powstała w trzecim lub czwartym roku służby długoterminowej – po upływie roku od wydania decyzji o zwolnieniu. Powyższe zasady zwalniania nie miały zastosowania do żołnierzy odbywających długoterminową zasadniczą służbę wojskową bez nauki zawodu. Żołnierze ci w wypadku systematycznego naruszania dyscypliny wojskowej byli zwalniani po upływie okresu przewidzianego dla czasu trwania zasadniczej służby wojskowej w danej jednostce wojskowej.